# Audschila
Audschila (arabisch أوجلة), (im Altertum Augila) ist eine Oasengruppe und Oasenstadt in der nördlichen libyschen Wüste im Munizip al-Wahat im zentralen Osten Libyens.

## Geographie
Wie auch die Oasen Dschalo, Sferir und Leschkerreh liegt die Stadt in einer flachen Senke und ist von Sandwüste umgeben. Sie liegt rund 400 Kilometer südlich der Küstenstadt Bengasi an der alten Karawanenstraße von Kairo nach Murzuk. Ein wichtiger Wirtschaftszweig ist der Anbau von Dattelpalmen.
Die Stadt verfügt über einen Flughafen.

## Geschichte
Traditionell lebten in der Region von Audschila Berber. Unter osmanischer Herrschaft gehörte die Oase zum Sandschak Bengasi. Die öffentliche Gewalt wurde vom Mudir in Dschalo ausgeübt.

## Sprache
Neben dem Arabischen werden in Audschila und den benachbarten Oasen teilweise berberische Dialekte gesprochen. Die Zahl der Sprecher dieser Dialekte beträgt allerdings jeweils nur noch wenige Tausend.